# Rowohlt Verlag
Rowohlt Verlag è una casa editrice tedesca con sede ad Amburgo, con uffici a Reinbek e Berlino. Fa parte del gruppo Holtzbrinck dal 1982. Venne fondata nel 1908 a Lipsia da Ernst Rowohlt.

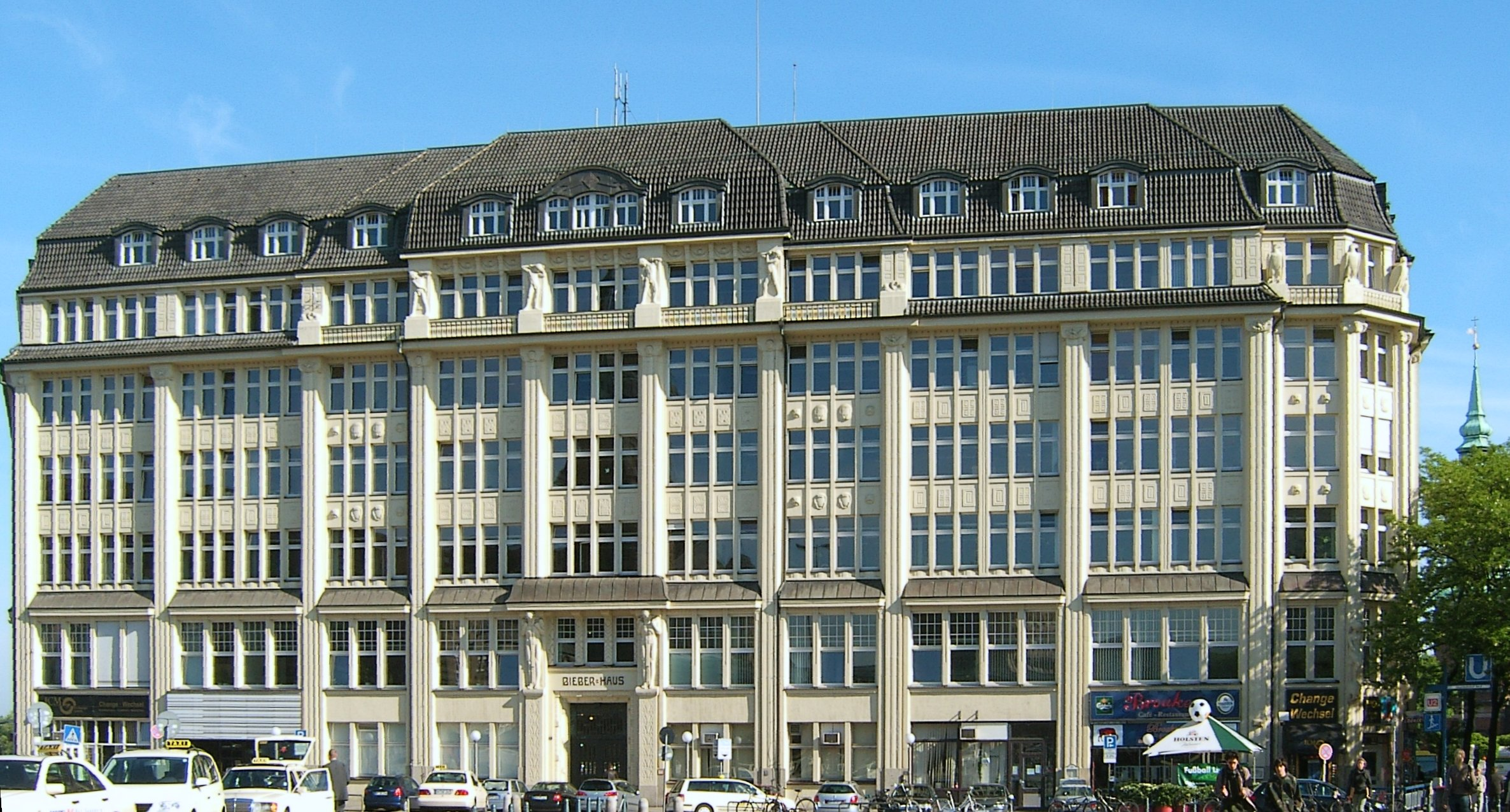
La sede ad Amburgo

## Divisioni
- Kinder
- Rowohlt Berlin
- Rowohlt Taschenbuch
- Rowohlt Theater Verlag
- Rowohlt
- Wunderlich
- Rowohlt Hundert Augen
- Rowohlt e-book
- Rowohlt Polaris
- Rowohlt Rotfuchs
- Rowohlt Repertoire
- Rowohlt Rotation
- Rowohlt Medienagentur

## Autori pubblicati (parziale)
- Paul Auster
- Simone de Beauvoir
- Wolfgang Borchert
- Albert Camus
- C. W. Ceram
- A. J. Cronin
- Jeffrey Eugenides
- Hans Fallada
- Jon Fosse
- Buddy Elias
- Jonathan Franzen
- Max Goldt
- Ernest Hemingway
- Felicitas Hoppe
- Siri Hustvedt
- Heinrich Eduard Jacob
- Elfriede Jelinek
- Daniel Kehlmann
- Imre Kertész
- Georg Klein
- Henry Miller
- Toni Morrison
- Robert Musil
- Vladimir Nabokov
- Péter Nádas
- John Dos Passos
- Harold Pinter
- Oleg Postnov
- James Purdy
- Thomas Pynchon
- Uwe Reimer
- Philip Roth
- Peter Rühmkorf
- José Saramago
- Jean-Paul Sartre
- Kurt Tucholsky
- John Updike
- Ernst von Salomon
- Sylke Tempel